# Kill Me (singolo)
Kill Me è un singolo del gruppo musicale statunitense The Pretty Reckless, pubblicato nel 2012.
Il brano è stato scritto da Taylor Momsen, Ben Phillips e Kato Khandwala.

## Tracce
- Download digitale

1. Kill Me – 3:47

## In altri media
La canzone è inclusa nell'ultimo episodio (stagione 6, episodio 10) della serie televisiva Gossip Girl (2012).